# Schräglift Savognin – Tigignas

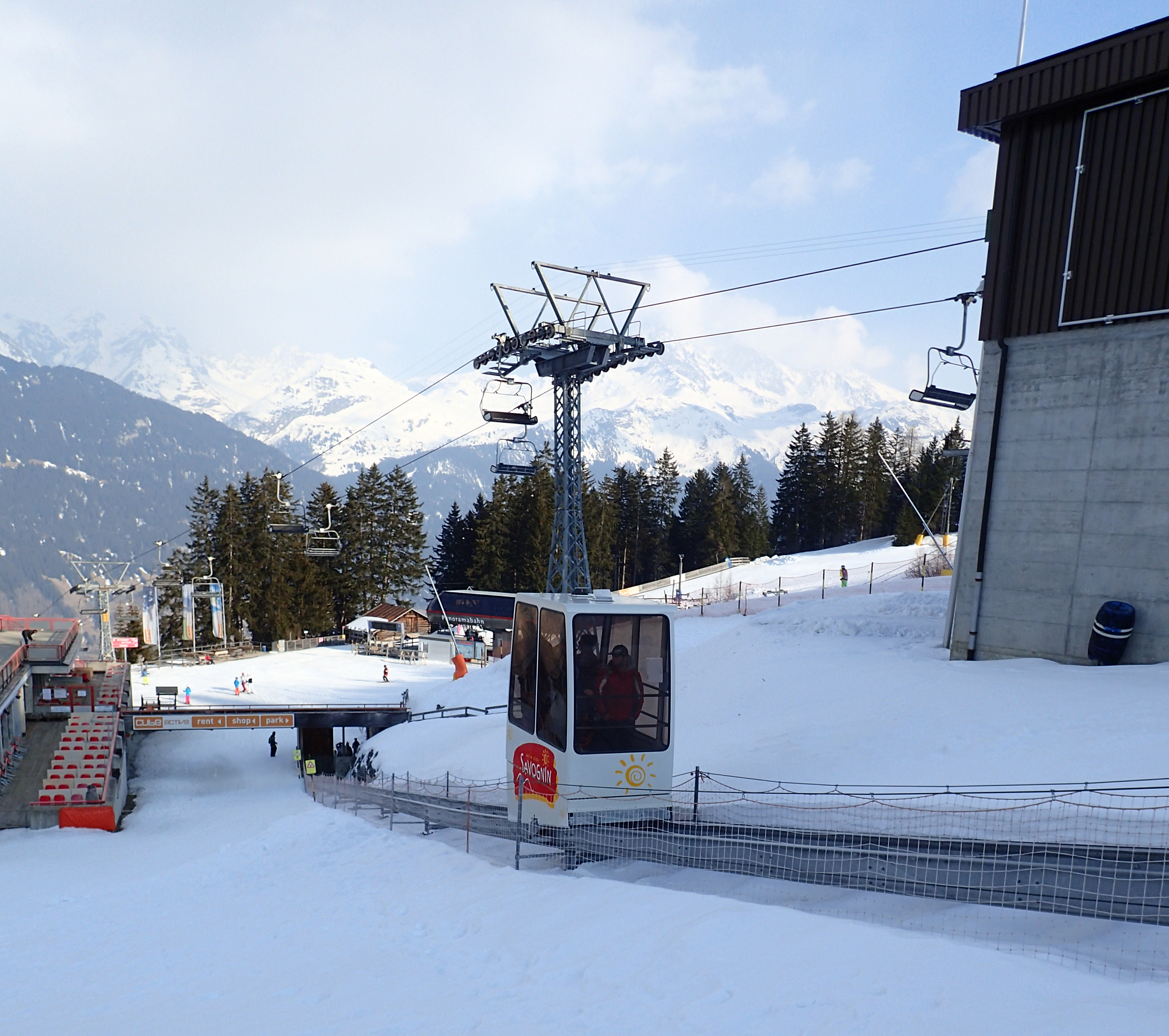
Kabine des Schräglifts Savognin – Tigignas oberhalb der Talstation am Bergrestaurant Tigignas

Der Schräglift Savognin – Tigignas war ein durch die Savognin Bergbahnen betriebener Schrägaufzug in der Schweiz, der von 2001 bis 2019 in Savognin existierte.

## Geschichte und Beschreibung
Der Lift wurde im Jahr 2001 durch das Unternehmen Niederberger gebaut und am 13. Dezember jenes Jahres eröffnet. Er verband das auf 1592 m ü. M. gelegene Bergrestaurant Tigignas mit der 17 m höher gelegenen Bergstation der 4er-Sesselbahn Savognin – Tigignas. Die Steigung der 82 Meter langen Strecke betrug grösstenteils 12 %. In seinen 17 Betriebsjahren machte der Lift 617'427 Fahrten. Jede Fahrt der 12 Personen fassenden Kabine dauerte 1 Minute bei einer Geschwindigkeit von 1,8 m/s.
Am 31. März 2019 war die als «Fussgänger-Lift» bezeichnete Anlage letztmals in Betrieb. In jenem Jahr wurde sie abgebrochen, um Platz für eine neue 10er-Gondelbahn zwischen Savognin und Tigignas zu schaffen.